# Балка Рідкодуб
Ба́лка Рідкоду́б — один з об'єктів природно-заповідного фонду Луганської області, ентомологічний заказник місцевого значення.

## Розташування
Ентомологічний заказник розташований за 1,7 км на північ від села Оріхове в Попаснянському районі Луганської області. Координати: 48° 44' 21" північної широти, 38° 35' 13" східної довготи .

## Історія
Ентомологічний заказник місцевого значення «Балка Рідкодуб» оголошений рішенням виконкому Ворошиловградської обласної ради народних депутатів № 532 від 9 грудня 1982 року (в. ч.), № 247 від 28 червня 1984 року.

## Загальна характеристика
Ентомологічний заказник «Балка Рідкодуб» загальною площею 8,6 га являє собою балку з пологими схилами. По дну балки тече струмок, який живиться від джерела, що розташоване у верхів'ях балки.

## Рослинний світ
По схилах балки зростає цілинна степова рослинність з поодинокими деревами дубу, яблуні лісової, груші звичайної.

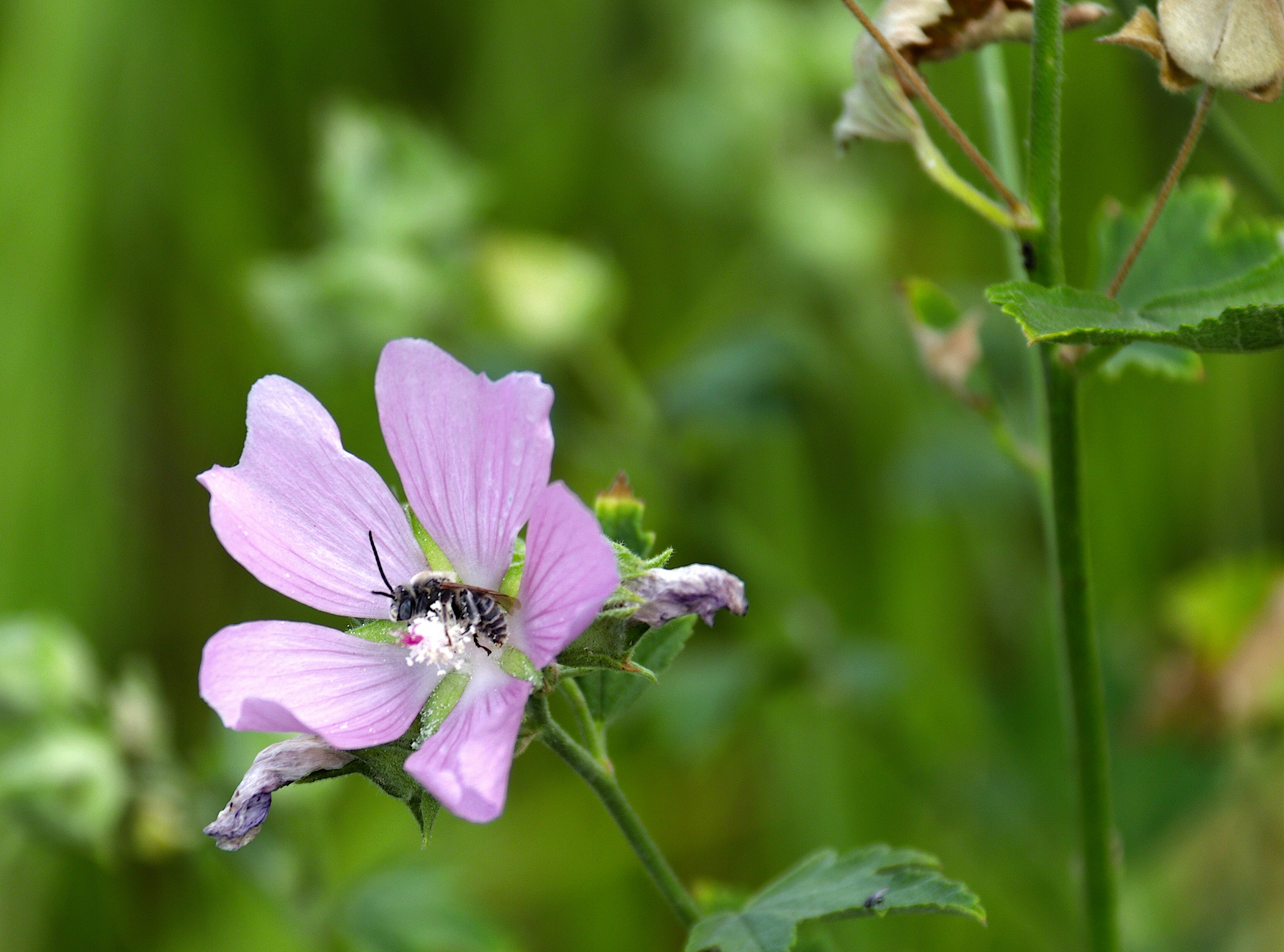
Дика бджола на мальві в заказнику

## Ентомофауна
Балка є сприятливим середовищем для існування природних популяцій бджіл і джмелів, які є запилювачами люцерни та сільськогосподарських культур.